# Radovan Ćurčić
Radovan Ćurčić (Servisch: Радован Ћурчић) (Ivanjica, 10 januari 1972) is een Servisch voetbalcoach en voormalig voetballer. Hij werd in november 2014 aangesteld als bondscoach van het Servisch voetbalelftal.

## Spelerscarrière
Toen hij actief was namens Javor Ivanjica, werd Ćurčić topscorer van de Prva Liga in het seizoen 2001/02 met vierentwintig competitiedoelpunten. Het seizoen erop speelde de club voor het eerst op het hoogste niveau, maar ondanks vijf doelpunten van Ćurčić kon degradatie niet ontlopen worden.

## Trainerscarrière
Nadat hij stopte als actief voetballer werd Ćurčić in 2003 hoofdcoach van Javor Ivanjica. Na een periode bij Borac Čačak en opnieuw Javor Ivanjica, werd hij aangesteld als assistent-coach van het Servisch voetbalelftal. Hiervan was hij in het seizoen 2011/12 interim-bondscoach. In 2013 werd hij opnieuw eindverantwoordelijke, maar dit keer van Servië −21. Ćurčić volgde in november 2014 vervolgens Dick Advocaat op als bondscoach van het Servisch voetbalelftal en werd in hetzelfde jaar Servisch coach van het jaar. Op 27 april 2016 stapte hij op. Slavoljub Muslin was zijn vervanger.
| Interlands Servië onder leiding van (interim-)coach Radovan Ćurčić | Interlands Servië onder leiding van (interim-)coach Radovan Ćurčić | Interlands Servië onder leiding van (interim-)coach Radovan Ćurčić | Interlands Servië onder leiding van (interim-)coach Radovan Ćurčić | Interlands Servië onder leiding van (interim-)coach Radovan Ćurčić | Interlands Servië onder leiding van (interim-)coach Radovan Ćurčić |
| №                                                                  | Datum                                                              | Wedstrijd                                                          | Uitslag                                                            | Competitie                                                         |                                                                    |
| ------------------------------------------------------------------ | ------------------------------------------------------------------ | ------------------------------------------------------------------ | ------------------------------------------------------------------ | ------------------------------------------------------------------ | ------------------------------------------------------------------ |
| 1                                                                  | 07.04.2010                                                         | Japan − Servië                                                     | 0 − 3                                                              | Oefeninterland                                                     |                                                                    |
| 2                                                                  | 11.11.2011                                                         | Mexico − Servië                                                    | 2 − 0                                                              | Oefeninterland                                                     |                                                                    |
| 3                                                                  | 14.11.2011                                                         | Honduras − Servië                                                  | 2 − 0                                                              | Oefeninterland                                                     |                                                                    |
| 4                                                                  | 28.02.2012                                                         | Armenië − Servië                                                   | 0 − 2                                                              | Oefeninterland                                                     |                                                                    |
| 5                                                                  | 29.02.2012                                                         | Cyprus − Servië                                                    | 0 − 0                                                              | Oefeninterland                                                     |                                                                    |
|                                                                    |                                                                    |                                                                    |                                                                    |                                                                    |                                                                    |
| 6                                                                  | 18.11.2014                                                         | Griekenland − Servië                                               | 0 − 2                                                              | Oefeninterland                                                     |                                                                    |
| 7                                                                  | 29.03.2015                                                         | Portugal − Servië                                                  | 2 − 1                                                              | EK-kwalificatie                                                    |                                                                    |
| 8                                                                  | 07.06.2015                                                         | Servië − Azerbeidzjan                                              | 4 − 1                                                              | Oefeninterland                                                     |                                                                    |
| 9                                                                  | 13.06.2015                                                         | Denemarken − Servië                                                | 2 − 0                                                              | EK-kwalificatie                                                    |                                                                    |
| 10                                                                 | 04.09.2015                                                         | Servië − Armenië                                                   | 2 − 0                                                              | EK-kwalificatie                                                    |                                                                    |
| 11                                                                 | 07.09.2015                                                         | Frankrijk − Servië                                                 | 2 − 1                                                              | Oefeninterland                                                     |                                                                    |
| 12                                                                 | 08.10.2015                                                         | Albanië − Servië                                                   | 0 − 2                                                              | EK-kwalificatie                                                    |                                                                    |
| 13                                                                 | 11.10.2015                                                         | Servië − Portugal                                                  | 1 − 2                                                              | EK-kwalificatie                                                    |                                                                    |
| 14                                                                 | 13.11.2015                                                         | Tsjechië − Servië                                                  | 4 − 1                                                              | Oefeninterland                                                     |                                                                    |
| 15                                                                 | 23.03.2016                                                         | Polen − Servië                                                     | 1 − 0                                                              | Oefeninterland                                                     |                                                                    |
| 16                                                                 | 29.03.2016                                                         | Estland − Servië                                                   | 0 − 1                                                              | Oefeninterland                                                     |                                                                    |